# Chuí (basquetebolista)
Marco Aurélio Pegolo dos Santos, o Chuí (Araçatuba, 23 de novembro de 1963) é um ex-jogador profissional de basquete brasileiro que se destacou no Franca por ser o recordista em números de jogos (1.016) e de pontos (15.465), além de ter jogado pela Seleção Paulista e pela Seleção Brasileira. Em 2003, Chuí iniciou sua atuação como técnico na equipe juvenil do Franca, assumindo a equipe principal no ano seguinte. Além disso também dirigiu as equipes de Rio Claro e Unitri/Uberlândia.
Formado em educação física e pós graduado em gestão empresarial pela Uni-FACEF, Chuí atualmente ocupa o cargo público de Secretário Executivo de Estado na Secretária de Esporte do estado de São Paulo.

## Títulos como jogador
Franca
- Campeonato Brasileiro: 4 vezes (1981, 1993, 1998 e 1999)
- Campeonato Paulista: 2 vezes (1992 e 1997)

Sírio
- Campeonato Brasileiro: 1 vez (1988-89)

Lwart/Lwarcel
- Campeonato Paulista: 1 vez (1989)

Seleção Brasileira
- Campeonato Sul-Americano: 2 vezes (1989 e 1993)